# Leucania aureola
Leucania aureola är en fjärilsart som beskrevs av Lucas 1890. Leucania aureola ingår i släktet Leucania och familjen nattflyn. Inga underarter finns listade i Catalogue of Life.